# Vinice (Svitavská pahorkatina)
Vinice (318 m n. m.) je vrch v okrese Ústí nad Orlicí v Pardubickém kraji. Leží asi 2 km vsv. od města Vysoké Mýto na jeho katastrálním území.

## Geomorfologické zařazení
Geomorfologicky vrch náleží do celku Svitavská pahorkatina, podcelku Loučenská tabule, okrsku Litomyšlský úval a podokrsku Vysokomýtská kotlina.